# Heroes Of Lucha Libre
Heroes Of Lucha Libre (HOLL por sus siglas) es una empresa de entretenimiento basada en Paramount (California) que se dedica a la producción y comercialización de contenido multimedia, espectáculos en vivo y mercancías relacionadas con la empresa. Su propuesta es pionera del llamado “Epic Inmersive Show“ en donde la audiencia es partícipe de un escenario en donde la ficción y la realidad se encuentran. Utilizando la base de la Lucha Libre Mexicana, desarrollan en su espectáculo un universo de superhéroes que, acompañado de una gran producción, efectos visuales y más de 5,000 aficionados, transforman sus eventos en una experiencia surreal. Heroes Of Lucha Libre forma parte de Twola Heads Entertainment Group, empresa dedicada a la producción de espectáculos en vivo para los Estados Unidos.

## Historia
Heroes Of Lucha Libre fue fundada a mediados del año 2016, con el objetivo de reinventar el espectáculo tradicional que se presenta en la lucha libre / wrestling alrededor del mundo, mediante un producto que compita en calidad y entretenimiento con las mejores películas, programas de televisión, videojuego y contenido digital relacionado con superhéroes.

### Estructura de la empresa

#### HOLL Live
Departamento especializado en la planeación, realización y comercialización de los eventos en vivos que se realizan bajo el nombre de HOLL. Maneja la relación comercial y contractual con luchadores, patrocinadores, arenas y medios de difusión.

#### HOLL Digital
Departamento encargado de la producción, distribución y comercialización de contenido digital relacionado con lucha libre, luchadores y HOLL que se publica bajo su mismo nombre.

#### HOLL TV
Departamento dedicado a la producción, licenciamiento y distribución de contenido multimedia para formato de televisión (tradicional y en línea).

#### HOLL Publisher
Departamento encargado de la redacción, producción, publicación y comercialización de contenido literario referente a lucha libre, luchadores y la marca.

## Show en vivo

### I. La Revancha del Muro
La Revancha del Muro fue el primer show en vivo realizado por Heroes Of Lucha Libre, el cual se llevó a cabo el 1 de octubre de 2017 en el Citizens Business Bank Arena de Ontario, CA.
El espectáculo se vio dividido en dos diferentes segmentos que se realizaron de manera complementaria: Función de Lucha Libre y Lucha X México.
Con una cartelera llena de luchadores legendarios, constó de 4 funciones a dos de tres caídas cada una, con un tiempo cercano a las dos horas y media de entretenimiento. 
El encuentro estuvo marcado por la rivalidad entre Blue Demon Jr. y Trumposo (peleador que hace referencia al controversial empresario y actual presidente de los Estados Unidas Americanos, Donald Trump) como resultado de varias interrupciones y comentarios ofensivos que realizó Trumposo en las semanas previas a la pelea mientras se hacía promoción del evento. 
Controversia: En medio de la función estelar, existió un momento de desconcierto tanto para los asistentes como los luchadores, cuando una persona del público sube al ring y golpea al réferi en turno de la pelea. Inmediatamente después el personal de seguridad del lugar desalojaron al responsable y asistieron al réferi afectado. La pelea continuó minutos después con un réferi nuevo.

#### Cartelera
|                 | TECNICOS                                      |    | RUDOS                              |
| Función Estelar | Blue Demon Jr. Tinieblas Jr. y Alushe LA Park | VS | Trumposo Russian Hacker Sam Adonis |
| Tercera Función | Huracán Ramírez Jr. LA Park Jr.               | VS | Fishman Jr. Canek Jr.              |
| Segunda Función | Máscara Sagrada El Oriental                   | VS | Pirata Morgan Dos Caras Jr.        |
| Primera Función | Mini Rey Misterio Octagoncito                 | VS | Pierrothito Demus                  |

```
Invitado Especial: Mil Máscaras, legendario luchador que fue ícono en la época de oro de lucha libre mexicana, participó como comentarista del evento.
```

#### Lucha X México
Lucha X México fue el nombre que se le dio al evento de entretenimiento familiar que se dio lugar en el estacionamiento del Citizens Business Bank Arena el día 1 de octubre de 2017 con el objetivo de recaudar víveres para los damnificados por el terremoto del 17 de septiembre en México. Antes y después de la función de Lucha Libre los asistentes pudieron disfrutar de música en vivo, comida, bebida y juegos para niños en un grupo de carpas estilo “kermesse”en donde HOLL unió esfuerzos con Cristy Solís, esposa del famoso cantautor mexicano Marco Antonio Solís, para organizar con diferentes artistas latinos y luchadores profesionales, los cuales  participaron en el evento e invitaran a donar en bienes o efectivo, víveres para los damnificados del terremoto ocurrido el 17 de septiembre de 2017 en la Ciudad de México, Puebla, Oaxaca y Chiapas. Con el esfuerzo del público, se lograron reunir casi 20 tarimas que fueron enviados a las zonas más afectadas por el terremoto.

### II. En Busca del Honor
El segundo evento de Heroes Of Lucha Libre se llevó a cabo en el Citizens Business Bank Arena de la Ciudad de Ontario, CA el sábado 9 de diciembre de 2017, donde se presentó una cartelera mixta que incluía a legendarios luchadores como Rayo de Jalisco Jr. , Tinieblas Jr, Solar y Fuerza Guerrera; así como Ocelot, Mísitco y Dragon Lee, quienes son representantes del estilo de lucha libre moderna la cual muestra una escancia acrobática de mayor complejidad. 
El evento de Heroes Of Lucha Libre: En búsqueda del honor se vio marcado por dos peleas especificas: 
1.- Rayo de Jalisco Jr. Vs Cien Caras Jr. : con una rivalidad que tiene cerca de 30 años, derivada de aquella pelea de apuesta en donde Rayo de Jalisco Jr. despojó de su mascara a Cien Caras, se presentó la esperada revancha para Cien Caras Jr. de vengar a su padre.
2.- Ocelot/Queen Puma Vs Oreintal/Lady Gaviota: en una formato mixto (hombre/mujer) de parejas se presentó una batalla poco común en donde lucieron la espectacularidad de Ocelot y Queen Puma.

#### Cartelera
|                     | TECNICOS                      |    | RUDOS                     |
| Función de Leyendas | Rayo de Jalisco Jr.           | Vs | Cien Caras Jr.            |
| Función Estelar     | Místico Dargon Lee            | Vs | Sam Adonis Russian Hacker |
| Funcion de Revancha | Tinieblas Jr. Alushe          | Vs | Trumposo                  |
| Cuarta Función      | Mini Rey Misterio Octagoncito | Vs | Pierrothito Felinito      |
| Tercera Función     | Solar                         | Vs | Fuerza Guerrera           |
| Segunda Función     | Ocelot Queen Puma             | Vs | Oriental Lady Gaviota     |
| Primera Función     | Lobito                        | Vs | Demus                     |

### III. The Rise of a King
El tercer evento de Heroes Of Lucha Libre se llevó a cabo en el Galen Center de la universidad USC(Univesity of Southern California) de la ciudad de Los Ángeles, CA el sábado 2 de junio de 2018, donde se presentó un espectáculo lleno de esperadas revanchas:  Rey Mysterio Jr. y Trumposo se enfrentaron en un duelo lleno de pasión, mientras LA Park y El Hijo de LA Park se vieron las caras con Rey Wager e Hijo de Dr. Wagner. Canek Jr y Fishman Jr. excomapeñeros que conquistaron títulos en el pasado, ahora se enfrentarían con sus discípulos dentro del ring.

#### Cartelera
|                     | TECNICOS                               |    | RUDOS                          |
| Función de Leyendas | Rey Mysterio Jr. (Ft. Ocelot)          | Vs | Trumposo (Ft. Bestia 666)      |
| Función Estelar     | LA Park Hijo de LA Park                | Vs | Rey Wagner Hijo de Dr. Wagner  |
| Función de Revancha | Tinieblas Jr. y Alushe Huracán Ramírez | Vs | Sam Adonis Oriental            |
| Cuarta Función      | Fishman Team (lead by Fishman Jr.)     | Vs | Canek Team (lead by Canek Jr.) |
| Tercera Función     | Lady Maravilla                         | Vs | Chik Tormenta                  |
| Segunda Función     | Pierrothito                            | Vs | Mini Rey Misterio              |
| Primera Función     | Alchemist y Voando                     | Vs | Blood Eagle y Mogul            |

## Programa de Televisión
La primera temporada de Heroes Of Lucha Libre se estrenará en Estados Unidos a finales de octubre de 2018. En ella, adicional al espectáculo de lucha libre, se desarrollará más a fondo el universe HOLL (Heroes Of Lucha Libre), así como las historias y personalidades de sus protagonistas.
| TEMPORADA | CAPITULO | CODIGO | NOMBRE               | PRODUCTOR             | ESCRITOR              |
| 1         | 1        | S1X01  | Ring Battle Begins   | Heroes Of Lucha Libre | Heroes Of Lucha Libre |
| 1         | 2        | S1X02  | Demons And Dragons   | Heroes Of Lucha Libre | Heroes Of Lucha Libre |
| 1         | 3        | S1X03  | Legends and Masters  | Heroes Of Lucha Libre | Heroes Of Lucha Libre |
| 1         | 4        | S1X04  | Betrayal and Blood   | Heroes Of Lucha Libre | Heroes Of Lucha Libre |
| 1         | 5        | S1X05  | War Of Legions       | Heroes Of Lucha Libre | Heroes Of Lucha Libre |
| 1         | 6        | S1X06  | Rudos Alliance       | Heroes Of Lucha Libre | Heroes Of Lucha Libre |
| 1         | 7        | S1X07  | Magic Hell           | Heroes Of Lucha Libre | Heroes Of Lucha Libre |
| 1         | 8        | S1X08  | Jungle And Thunder   | Heroes Of Lucha Libre | Heroes Of Lucha Libre |
| 1         | 9        | S1X09  | Blood Comes First    | Heroes Of Lucha Libre | Heroes Of Lucha Libre |
| 1         | 10       | S1X010 | The Battle For Glory | Heroes Of Lucha Libre | Heroes Of Lucha Libre |